# Benthophilus nudus
A Benthophilus nudus a sugarasúszójú halak (Actinopterygii) osztályának sügéralakúak (Perciformes) rendjébe, ezen belül a gébfélék (Gobiidae) családjába és a Benthophilinae alcsaládjába tartozó faj.

## Rendszertani besorolása
Ezt a halat korábban azonosnak tekintették a fekete-tengeri nagyfejűgébbel (Benthophilus stellatus) (Sauvage, 1874).

## Előfordulása
A Benthophilus nudus előfordulási területe a Fekete-tenger északnyugati részén, a Duna torkolatvidékén és annak tavaiban, egészen a Vaskapu-szorosig. Továbbá megtalálható a Dnyeszter és Déli-Bug folyókban is. A Dnyeper folyóban inváziós fajjá vált, miután az 1940-es években vízerőművek építettek erre a folyóra; manapság Kijeven felül is megtalálható.

## Megjelenése
Ez a hal legfeljebb 15 centiméter hosszú. Szemei között egy dudor látható. Testét sűrűn borítják az apró dudorok; kivéve a hasát. Az állán levő bajuszszál töve vastag; hosszúsága a szem átmérőjének több mint a fele. Oldalain sötét foltok, és rendezetlen sorokban sötét pettyek láthatók. Az első hátúszó körül, anélkül, hogy érje azt, egy nagy sötét folt található.

## Életmódja
Mérsékelt övi gébféle, amely egyaránt megél az édes- és brakkvízben is. A nagyobb folyómedrekben eléggé gyakori. A homokos, kagylótörmelékes aljzatot kedveli. Tápláléka árvaszúnyoglárvák (Chironomidae), felemáslábú rákok (Amphipoda) és puhatestűek.
Legfeljebb 1 évig él.

## Szaporodása
Az ívási időszaka május–augusztus között van. A nőstény legalább 2-3 különböző elhagyott kagyló- vagy csigaházba rakja le ikráit. Ívás után, mind a két nemű felnőtt hal elpusztul.